# 藍首海豬魚
藍首海豬魚（學名：Halichoeres cyanocephalus）為輻鰭魚綱鱸形目隆頭魚亞目隆頭魚科的其中一種，分布於西大西洋區，從美國佛羅里達半島至巴西海域，棲息深度18-91公尺，體長可達30公分，棲息在珊瑚礁、岩礁區，稚魚會替生活在珊瑚礁的其他魚類清理身上的寄生蟲，生活習性不明，可作為遊釣魚及觀賞魚。